# 1855 na literatura

## Eventos
- English as she is spoke, de Pedro Carolino, é publicada em Paris.
- Publicação de O Socialismo, do General Abreu e Lima.
- Publicação de Noite na Taverna, de Álvares de Azevedo.

## Nascimentos
| Data            | Nome          | Profissão                                             | Nacionalidade | Observações | Ref |
| --------------- | ------------- | ----------------------------------------------------- | ------------- | ----------- | --- |
| 2 de Janeiro    | Urbano Duarte | militar, jornalista, cronista, humorista e teatrólogo | Brasil        | m. 1902     |     |
| 25 de Fevereiro | Cesário Verde | poeta                                                 | Portugal      | m. 1886     |     |
| 23 de Setembro  | Abel Botelho  | escritor e diplomata                                  | Portugal      | m. 1917     |     |

## Mortes
| Data        | Nome             | Profissão | Nacionalidade | Observações | Ref |
| ----------- | ---------------- | --------- | ------------- | ----------- | --- |
| 31 de Março | Charlotte Brontë | escritora | Inglaterra    | n. 1816     |     |